# Осуђеник Пиквиктона
„Осуђеник Пиквиктона” је југословенски ТВ филм из 1963. године. Режирао га је Звонимир Бајсић а сценарио је написан по делу Андре Пол Антоана.

## Улоге
| Глумац         | Улога |
| -------------- | ----- |
| Ивона Брзеска  |       |
| Мато Ерговић   |       |
| Мато Јелић     |       |
| Андро Лушичић  |       |
| Иво Сердар     |       |
| Иван Шубић     |       |
| Круно Валентић |       |
| Мирко Војковић |       |